# PARK (FOD番組)
PARK（パーク）は、フジテレビオンデマンド（FOD）が2016年12月22日より放送を開始した、FODオリジナルとしては初となる音楽番組である。毎月第4木曜日に配信される。小泉今日子が設立した個人事務所「株式会社明後日」が開催する音楽イベント「GO→TO」と連携した番組である。

## 概要
最新音楽シーンを彩るミュージシャンからレジェンドアーティストまで、毎回1組のアーティストの独占ライブ映像「PARK -LIVE-」と、インタビュー映像「PARK -TALK-」の2本を配信する。
「PARK -LIVE-」は出演アーティストの約30分のライブを観客のいないスタジオセットにて収録し、「PARK -TALK-」は音楽ライター松永良平が各アーティストにインタビューを行う。
さらに2017年3月31日よりスピンオフシリーズ「PARKSIDE」をコーナーとして新設。レジェンダリーな公演や通常カメラを入れないLIVEを厳選して配信。

収録から配信までのサウンド監修を、数多くのミュージシャンのマスタリングを担当しているレコーディング・エンジニアの中村宗一郎が務める。番組テーマ曲はPLASTICSの「PARK」で、リミックスを担当するのは日本のヒップホップ黎明期より活動を続けるミュージシャンの高木完である。番組ロゴは新進ゴムハンコ作家の百世が制作を担当する。

## 出演者
番組の“ポップアイコン”としてオープニング映像に小泉今日子が出演。
- never young beach（#1・#2）
- Homecomings（#3・#4）
- 遠藤賢司（#5・#6）
- おいしくるメロンパン（#7・#8）
- トリプルファイヤー（#9・#10）
- The ピーズ（#11・#12）
- yogee new waves（#13・#14）
- スカート（#15・#16）
- ラッキーオールドサン（#17・#18）
- ナードマグネット（#19・#20）
- 少年ナイフ（#22・#23）
- リーガルリリー（#24・#25）
- T字路s（#26・#27）
- teto（#28・#29）
- yahyel（#30・#31）

PARKSIDE
- ムーンライダーズ（#21）

## スタッフ
- テーマソング／PLASTICS「PARK」
- リミックス／高木完
- サウンド監督／中村宗一郎（PEACE MUSIC）
- タイトルロゴ／百世
- 構成／松永良平、大井達朗
- 協力／鮎川彬、桝谷美貴
- TD／佐々木信一
- SW／京田航、磯前裕之
- TM・音声／澤田顕一
- CAM／丸山敬紀
- 照明／宗像徹馬（fmt）、森崎靖司（fmt）
- PA／後藤祐輔（サンフォニックス）、須藤傑（サンフォニックス）
- VE／岡部菜穂子
- スチール／小田部怜
- 美術制作／木村文洋
- デザイン／鈴木賢太
- 美術進行／中村秀美
- 大道具／鎌田大祐
- アクリル装飾／犬塚健
- 電飾／淵井猛司
- 植木電飾／後藤健
- 視覚効果／鈴木希望
- 衣装／堀越絹衣（小泉今日子OP映像）
- 楽器／島津哲也（サンフォニックス）
- 音声／澤田顕一
- 編集／坂本貴志（共同エディット）
- MA／高橋誠一郎（共同エディット）
- タイムキーパー／郡司洋
- スーパーバイザー／黒木彰一（フジテレビ）、下川猛（FOD、以前はプロデューサー）
- AD／大澤陽樹
- AP／中川智充（FOD）
- ディレクター／太田旬、井上融、杉本千紘
- 演出／松永健太郎（共同テレビ）
- プロデューサー／石川綾一（フジテレビ）、中山佳祐（共同テレビ）
- コラボレーション／株式会社明後日
- 協力／リズム＆ペンシル、チェリーズ
- 企画／PARK造園委員会
- 制作協力／共同テレビ
- 制作著作／フジテレビ